# Ornithoptera alexandrae
Espèce
Synonymes
- Ornithoptera (Aetheoptera) alexandrae Schäffler, 2001[1]
- Ornithoptera alexandrae f. atavis Rumbucher, 1973[2]
- Ornithoptera alexandrae f. diva Schäffler, 2001[2]

Statut de conservation UICN

 EN B2ab(iii) : En danger
Statut CITES
Ornithoptera alexandrae (anciennement Troides alexandrae), communément appelé l'Ornithoptère de la reine Alexandra ou le Papillon de la reine Alexandra, est une espèce de papillons de la famille des Papilionidae, de la sous-famille des Papilioninae et du genre Ornithoptera. La femelle est le plus grand papillon diurne connu au monde.

## Taxinomie
Ornithoptera alexandrae a été décrit par Lionel Walter Rothschild en 1907.

### Formes
- Ornithoptera alexandrae f. atavis Rumbucher, 1973
- Ornithoptera alexandrae f. diva Schäffler, 2001

## Noms vernaculaires
Ornithoptera alexandrae se nomme Ornithoptère de la Reine Alexandra en français, en anglais Queen Alexandra's Birdwing et en allemand Alexandra Vogelschwingenfalter,.

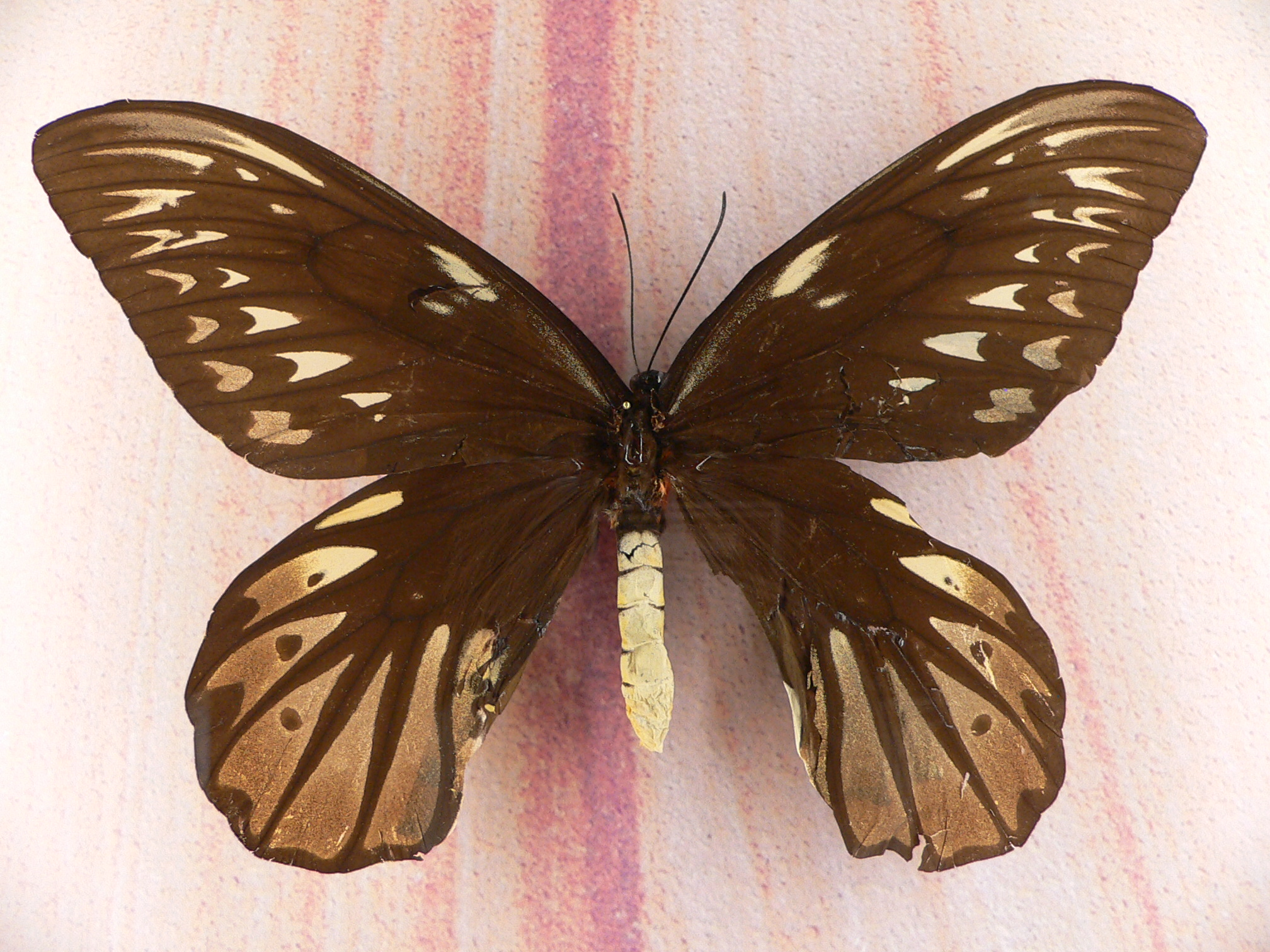
Ornithoptera alexandrae femelle.

## Description
La femelle de Ornithoptera alexandrae est, avec une envergure allant de 190 mm à 273 mm, le plus grand papillon diurne connu au monde,.
Le corps présente un thorax noir et un abdomen jaune. Les ailes antérieures sont longues à apex angulaire. Il existe un dimorphisme sexuel de couleur.
Les mâles ont sur le dessus des ailes antérieures noires à bande verte ou bleu-vert sur le bord costal et des ailes postérieures vertes ou bleu-vert avec une plage centrale noire. Le revers est vert ou bleu-vert à veines noires.
Les femelles sont plus grandes, de couleur marron, aux ailes antérieures ornées de deux rangées de chevrons jaune et aux ailes postérieures d'une ligne submarginale de triangles jaune centrés d'un point marron.

## Biologie

### Plantes hôtes
Les plantes hôtes de sa chenille sont des aristoloches (Aristolochia).

## Écologie et distribution
Ornithoptera alexandrae est présent dans le Sud-Est de la Papouasie-Nouvelle-Guinée. Il vit dans la région de Popondetta sur 250 km2, sa distribution est donc très localisée. La déforestation est donc son principal ennemi. 

### Biotope
Ornithoptera alexandrae réside dans le canopée de la forêt primaire humide de Papouasie-Nouvelle-Guinée.

### Protection
Il est protégé et déclaré EN (en danger). Il est sur l'appendice 1 du CITES de Washington : aucune commercialisation possible sous quelque forme que ce soit (œuf, larve, imago) et interdiction de les chasser.